# Критерій оптимального проєктування
Крите́рій оптима́льного проєктува́ння — економічний показник, який є оцінкою альтернативних варіантів проєкту (плану) підприємства (наприклад, гірничого, машинобудівного тощо). Здебільшого критерій оптимального проєктування — це приведені витрати
с + Ek,
де с — середня собівартість продукції, 

Е — нормативний коефіцієнт ефективності капіталовкладень, 

k — питомі капіталовкладення на 1 т річної потужності підприємства. 
Часто як критерій застосовують сумарний [прибуток] (за оптимізаційний період) або рентабельність. Іноді критерієм є собівартість, питомі капіталовкладення, трудоємність технологічного процесу на дільниці або підприємстві.